# Hengan International Group
Hengan International Group Company Limited («Хэньгань Интернэшнл Груп») — китайская промышленная компания, крупнейший в стране производитель предметов личной гигиены. Входит в число крупнейших компаний Китая и мира. Основана в 1985 году, штаб-квартира расположена в Цзиньцзяне (Цюаньчжоу), официально зарегистрирована на Каймановых островах. Контрольный пакет акций Hengan International Group принадлежит миллиардерам Ши Вэньбо и Сю Ляньцзэ.

## История
Компания Fujian Hengan Group основана в 1985 году предпринимателями Ши Вэньбо и Сю Ляньцзэ. В 1997 году компания открыла фабрику Hengan Paper в Чандэ. В декабре 1998 года Hengan International Group вышла на Гонконгскую фондовую биржу. В 2002 году Hengan приобрела компанию Ji'an Lirentang Cosmetics из провинции Цзянси, которая производила косметику и чистящие средства. В июне 2011 года компания вошла в базу расчёта биржевого индекса Hang Seng.
В 2019 году выручка Hengan International Group составила 22,5 млрд юаней, а прибыль — 5,7 млрд юаней. Основными конкурентами Hengan International на китайском рынке являются американская компания Procter & Gamble и японская компания Unicharm.

## Деятельность
Hengan International Group имеет более 40 производственных подразделений и 535 сбытовых филиалов. Основные фабрики расположены в городах Цзиньцзян, Чандэ, Вэйфан, Чунцин, Уху, Чанцзи, Цзиань, Фучжоу, Шанхай, Гуанчжоу, Наньнин, Чэнду, Сяогань, Шаосин, Сяньян, Линьин, Хэфэй, Тяньцзинь, Фушунь, а также в Малайзии, Индонезии и России. Продукция компании экспортируется в более чем 60 стран мира, главным образом в страны Юго-Восточной Азии и Африки.
Основные бренды — Anerle, Cheris, Q·MO и Junichi (детские подгузники, салфетки и полотенца), Elderjoy и Banitore (подгузники и салфетки для пожилых людей), Space 7 (женские прокладки), Hearttex, Bamboo, Pino, Premium и Softclear (бумажные полотенца и салфетки, туалетная бумага, влажные салфетки), Hearttex, H'yeas и Homeline (товары для дома — пищевые пакеты и плёнки, пакеты для мусора, одноразовая посуда, хозяйственные салфетки и перчатки, одноразовые скатерти, швабры), Missmay (косметика).
По состоянию на 2019 год 45 % продаж Hengan International приходилось на бумажные салфетки, полотенца и туалетную бумагу, 25,4 % — на гигиенические прокладки, 5,6 % — на подгузники. Материковый Китай являлся основным рынком сбыта Hengan (77,7 %), за ним следовали Гонконг и Макао (8,3 %), а также остальные страны мира.

## Дочерние компании
- Jinjiang Hengan Household Paper (Цзиньцзян)
- Fujian Household Production (Цзиньцзян)
- Hengan Jiangxi Household Product (Фучжоу)
- Sunway Household Products (Вэйфан)
- Hengan Xiaogan Household Product (Сяогань)
- Hengan Sanitary Products (Цзиньцзян)
- Fujian Hengan Sanitary Materials (Цзиньцзян)
- Hengan Henan Sanitary Products (Линьин)
- Hengan Ji’an Daily Chemical Production (Цзиань)
- Hengan Shanghai Sunway Kordis (Шанхай)
- Hengan Paper (Цзиньцзян)
- Guangdong Hengan Paper (Гуанчжоу)
- Hengan Wuhu Paper (Уху)
- Hengan Guangxi Paper (Наньнин)
- Hunan Hengan Paper (Чандэ)
- Hengan Shaanxi Paper (Сяньян)
- Hengan Changji Paper (Чанцзи)
- Shandong Hengan Paper (Вэйфан)
- Hengan Tianjin Paper (Тяньцзинь)
- Fushun Hengan Paper (Фушунь)
- Hengan Sichuan Daily Necessities (Чэнду)
- Hengan Zhejiang Daily Necessities (Шаосин)
- Hengan Hefei Daily Necessities (Хэфэй)
- Hengan Fushun Daily Necessities (Фушунь)